# Houda-Imane Faraoun
Houda-Imane Faraoun —en àrab: هدى إيمان فرعون— (Sidi Bel Abbès, 16 de juny de 1979) és una física i investigadora algeriana, ministra de Correus i Tecnologies de la Informació i la Comunicació d'Algèria des del 15 de maig de 2015.
Es va llicenciar en Física de l'estat sòlid als 22 anys i als 26 va assolir el doctorat en Ciències de l'Enginyeria a la Universitat de Tecnologia de Belfort-Montbéliard (França). És professora de la Universitat de Tlemcen des dels 34 anys i és autora de més de 40 publicacions científiques. Anomenada «la dotada» per la premsa, va esdevenir la ministra més jove del govern d'Abdelmalek Sellal i una de les personalitats més joves que ha ocupat un càrrec ministerial en la història de l'Algèria independent. Tot i ser una activista del Front Nacional d'Alliberament d'Algèria des de fa molt de temps, no es va afiliar oficialment al partit fins a l'any 2010. El 2015 ocupava el novè lloc d'entre les dones àrabs més poderoses en el govern, segons la revista Forbes.